# 우스키군

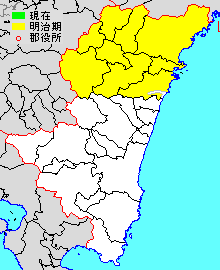
미야자키현 우스키군 위치

'우스키군'(일본어: 臼杵郡 うすきぐん[*])은 미야자키현 (휴가국)에 있었던 군이다.

## 군 경계
1879년 (메이지 12년)에 행정구역으로 발족한 당시의 군 경계는 다음 구역에 해당한다.
- 노베오카시・히가시우스키군・ 니시우스키군 전역
- 휴가시 대부분 (미미츠쵸(美々津町) 제외)

## 역사
휴가국 및 사이카이도군에서는 최대 면석을 가지고 있으며, 남쪽에서는 코유군과 접하고, 북쪽으론 분고국, 서쪽으로는 히고국과 국경을 이루었다. 화명류취조(和名類聚抄)에 의하면, 군은 4개의 향으로 구성되어 있으며, 氷上郷, 英多郷, 智保郷, 刈田郷이 기재되어있다. 겐큐 8년 즈타초 (시마즈 가문서)에 의하면, 시오미 35정, 토미타카 30정, 현장 130정, 토미타 80정, 오카토미장 50정, 타노다 10정, 타노시마장 90정, 타카치오샤 8정, 니이나 50정, 우키메 70정, 이부카타쿄 40정, 마세다 8정, 미기마츠야스즈 5정. 그외, 총 673정이라고 되어있다. 해당 자료에서 휴가 종 마을 수 8160개로 전체의 8%정도이다.

### 근세 이후의 연혁
소속 마을의 변혁은 히가시우스키군#군 발족까지의 연혁, 니시우스키군#군 발족까지의 연혁 참고 바람
- 「구고구령취조장」에 기록되어있는 메이지 초년 시점에서의 지배는 다음과 같다 (3정 75촌)
  - 후의 히가시우스키군 권역 (3정 53촌) - 막부령 (사이고쿠스지군다이), 휴가 노베오카번, 휴가 타카나베번
  - 후의 니시우스키군 권역 (22촌) - 막부령 (히토요시번 예지), 휴가 노베오카번
- 게이오 4년
  - 윤4월 25일 (1868년 6월 15일) - 막부령이 토미다카현의 관할이 되다
  - 8월 17일 (1868년 10월 2일) - 토미다카현 관할구역이 히타현 관활이 되다
- 메이지 4년
  - 2월 - 영지 변경에 의해, 히타현 관할 구역이 노부오카번령이 된다. 히토요시번 예지가 히타현의 관할이 된다
  - 6월 - 히타현 관활지역이 히토요시번령이 되다
  - 7월 14일 (1871년 8월 29일) - 폐번치현으로, 노베오카번, 타카나베번, 히토요시번 관할이 되다
  - 11월 14일 (1871년 12월 25일) - 1차 부현통합에 의해 미미츠현의 관할이 된다.
- 메이지 6년 (1873년) 1월 15일 - 전역이 미야자키현 (1차) 관할이 된다
- 메이지 9년 (1876년) 8월 21일 - 2차 부현통합에 의해 가고시마현 관할이 되다
- 메이지 12년 (1879년) 2월 17일 - 군구정촌편제법의 가고시마현에서 시행함에 따라 행정구역으로서 우스키군이 발족. 군청이 노베오카에 설치
- 메이지 16년 (1883년) 5월 9일 - 미야자키현 (2차) 관할이 된다
- 메이지 17년 (1884년) 1월 26일 - 노베오카 외 3정 53촌의 구역으로 히가시우스키군이. 미타이촌 외 22촌 구역을 니시우스키군으로 각각 발족. 같은 날 우스키군 폐지.